# Мар'ївка (Межівська селищна громада)
Ма́р'ївка (в минулому — Марієнталь) — село в Україні, у Синельниківському районі Дніпропетровської області. Входить до складу Межівської селищної громади. Населення становить 26 осіб. До 2017 орган місцевого самоврядування - Райпільська сільська рада.

## Географія
Село Мар'ївка знаходиться на правому березі річки Солона, вище за течією на відстані 1 км розташоване село Краснознам'янка, нижче за течією на відстані 5 км розташоване село Новопавлівка.

## Історія
Станом на 1886 рік у селі, центрі Марієнтальської волості Павлоградського повіту Катеринославської губернії, мешкало 457 осіб, налічувалось 62 двори. За 6 верст — кінський завод, цегельний завод.
12 червня 2020 року, відповідно до розпорядження Кабінету Міністрів України № 709-р від «Про визначення адміністративних центрів та затвердження територій територіальних громад Дніпропетровської області», увійшло до складу Межівської селищної громади.
19 липня 2020 року, в результаті адміністративно-територіальної реформи і ліквідації Межівського району, село увійшло до складу новоутвореного Синельниківського району.